# Eibl (Berg)
Der Eibl ist ein 1002 m ü. A. hoher Berg der Nördlichen Kalkalpen in der niederösterreichischen Gemeinde Türnitz im Bezirk Lilienfeld.
Die Anhöhe eignet sich für Skitouren und für leichte Wanderungen. Auf ihrem Gipfel befindet sich die Teichhütte. An ihrer Nord- und Ostflanke liegen etwa 70 Hektar Weiden, auf denen zur Weidezeit von Mitte Mai bis Ende September rund 80 Mutterkühe aufgetrieben werden.
Auf dem kleinen Gipfelplateau gibt es an der Teichhütte einen funktionslos gewordenen künstlichen Teich, den man einst für die Erzeugung von Kunstschnee benötigte.
Ab 28. Jänner 1951 führte ein 1.700 m langer, 450 Höhenmeter überwindender Sessellift auf das Eibel, der dritte in Niederösterreich geschaffene Berglift. Nach dessen langer Betriebszeit wurde der Neubau dieses bereits veralteten Lifts erwogen, konnte jedoch wegen eines bis April 2006 geführten Streits zwischen den Grundbesitzern und den Liftbetreibern nicht realisiert werden. Im April 2004 nahm im Nahbereich der Talstation des Lifts eine Allwetterrodelbahn (EIBL Jet) den saisonalen Betrieb auf.
Am 30. Juni 2006 erfolgte die behördliche Sperre des Sessellifts wegen Überalterung, der Abbau der Anlage wurde zunächst bis zum Frühjahr 2007 aufgeschoben und im Oktober 2010 durchgeführt.
Am 21. April 2011 wurde die Teichhütte bei einem Feuer zerstört. Mit dem Wiederaufbau wurde im Juli begonnen. Seit Weihnachten 2011 ist das Schutzhaus wieder in Betrieb.